# Bushrod Washington
Bushrod Washington (ur. 5 czerwca 1762 roku, zm. 26 listopada 1829) – amerykański prawnik.
W 1778 roku ukończył studia na College of William and Mary. Uczestniczył tam wspólnie z Johnem Marshallem, późniejszym prezesem Sądu Najwyższego Stanów Zjednoczonych w zajęciach z prawa prowadzonych przez George’a Wythe, jednego z sygnatariuszy deklaracji niepodległości Stanów Zjednoczonych.
Pod koniec wojny o niepodległość Stanów Zjednoczonych wstąpił do Armii Kontynentalnej. Był między innymi świadkiem kapitulacji Charlesa Cornwallisa pod Yorktown. Po wojnie kontynuował studia prawnicze w Filadelfii w biurze Jamesa Wilsona.
Prezydent Stanów Zjednoczonych John Adams mianował go 19 grudnia 1798 roku jednym z sędziów Sądu Najwyższego Stanów Zjednoczonych. Dzień później jego kandydatura uzyskała akceptację Senatu. Funkcję sędziego Sądu Najwyższego sprawował nieprzerwanie przez ponad 30 lat, aż do śmierci 26 listopada 1829 roku.
Był bratankiem pierwszego prezydenta Stanów Zjednoczonych, George’a Washingtona. Pochowany jest wraz ze swoją żoną w posiadłości Mount Vernon, którą odziedziczył w 1799 roku po śmierci swojego wujka.